# تادو (کلمبیا)
تادو (انگلیسی: Tadó) نام شهری در کشور کلمبیا است.